# Hitachi Football Club 1986-1987
Questa voce raccoglie le informazioni riguardanti l'Hitachi Football Club nelle competizioni ufficiali della stagione 1986-1987.

## Stagione
L'avvio di stagione vide la squadra (che nel precampionato aveva trasferito la propria sede da Koganei a Kashiwa) uscire dalla coppa di Lega per mano del Nissan Motors. In campionato la squadra, dopo una buona partenza con una vittoria esterna contro i campioni in carica del Furukawa Electric, precipitò subito all'ultimo posto a causa di una lunga serie di sconfitte interrottasi solo con un pareggio alla penultima giornata del girone di andata.
Estromesso al primo turno di Coppa dell'Imperatore dopo aver perso ai calci di rigore l'incontro col Nippon Steel, nel corso del girone di ritorno l'Hitachi vide proseguire la propria crisi ottenendo tre punti mediante altrettanti pareggi (fra cui l'1-1 con cui, all'ultima giornata, frenerà definitivamente il Nippon Kokan dalla lotta per il titolo) e risultando, per la prima volta nella storia del club, retrocesso con diverse gare di anticipo sulla conclusione del torneo.

## Maglie e sponsor
Le divise, prodotte dall'Adidas e da quella stagione arricchite da inserti rossi, recano sulla parte anteriore logo e scritta dell'azienda affiliata al club.
| Manica sinistra · Manica sinistra · Maglietta · Maglietta · Manica destra · Manica destra · Pantaloncini · Pantaloncini · Calzettoni · Calzettoni |

## Organigramma societario
Area direttiva
- Presidente: Minoru Matsuoka

Area tecnica
- Allenatore: Yoshikazu Nagaoka
- Collaboratori tecnici: Yoshitada Yamaguchi, Shūsaku Hirasawa, Tatsuhiko Seta e Hiroyuki Usui
- Team manager: Masamitsu Okano

## Rosa
| N. |                     | Ruolo | Calciatore               |
| -- | ------------------- | ----- | ------------------------ |
| 1  | Giappone (bandiera) | P     | Akio Kanda               |
| 2  | Giappone (bandiera) | D     | Shigemitsu Sudō          |
| 3  | Giappone (bandiera) | D     | Tetsuo Sugamata          |
| 4  | Giappone (bandiera) | D     | Katsuhide Tabashi        |
| 5  | Giappone (bandiera) | D     | Shigenori Morikawa       |
| 6  | Giappone (bandiera) | C     | Toru Yoshikawa           |
| 7  | Giappone (bandiera) | A     | Daisuke Nomura           |
| 8  | Giappone (bandiera) | C     | Akira Nishino (capitano) |
| 9  | Giappone (bandiera) | A     | Hiroyuki Usui            |
| 10 | Giappone (bandiera) | A     | Yuji Onizuka             |
| 11 | Giappone (bandiera) | A     | Toru Narushima           |
| 12 | Giappone (bandiera) | C     | Shigeru Kobayama         |
| 13 | Giappone (bandiera) | C     | Masayoshi Sugimoto       |
| 14 | Giappone (bandiera) | A     | Toru Arakawa             |
| 15 | Giappone (bandiera) | C     | Shingo Hoshino           |
| 16 | Giappone (bandiera) | D     | Akihito Kawamura         |

| N. |                     | Ruolo | Calciatore          |
| -- | ------------------- | ----- | ------------------- |
| 17 | Giappone (bandiera) | C     | Yukihiro Miyamoto   |
| 18 | Giappone (bandiera) | A     | Satoru Ogiwara      |
| 19 | Giappone (bandiera) | C     | Toshihiko Ito       |
| 20 | Giappone (bandiera) | C     | Tomoyoshi Ikeya     |
| 21 | Giappone (bandiera) | P     | Hirokazu Fujita     |
| 22 | Giappone (bandiera) | D     | Yoshinori Kurihara  |
| 23 | Giappone (bandiera) | D     | Masayoshi Kobayashi |
| 24 | Giappone (bandiera) | A     | Yasuyuki Kawabata   |
| 25 | Giappone (bandiera) | C     | Yoshimasa Maruyama  |
| 26 | Giappone (bandiera) | D     | Shougo Iida         |
| 27 | Giappone (bandiera) | D     | Minoru Suzuki       |
| 28 | Giappone (bandiera) | A     | Koji Mizuide        |
| 29 | Giappone (bandiera) | C     | Takayuki Matsuyama  |
| 30 | Giappone (bandiera) | A     | Makoto Kitano       |
| 31 | Giappone (bandiera) | A     | Naoto Sasaki        |
| 32 | Giappone (bandiera) | A     | Hiroyuki Kiyokawa   |

## Risultati

### Japan Soccer League Division 1

#### Girone di andata
| Yokohama 26 ottobre 1986, ore 13:00 UTC+9 1ª giornata | Furukawa Electric | 0 – 1 | Hitachi |  |

| Kashiwa 2 novembre 1986, ore 14:00 UTC+9 2ª giornata | Hitachi | 0 – 3 | Fujita |  |

| Kashiwa 9 novembre 1986, ore 14:00 UTC+9 3ª giornata | Hitachi | 0 – 1 | Mazda |  |

| Osaka 15 novembre 1986, ore 14:00 UTC+9 4ª giornata | Matsushita Electric | 2 – 0 | Hitachi |  |

| Omiya 24 novembre 1986, ore 14:00 UTC+9 5ª giornata | Hitachi | 1 – 2 | Yanmar Diesel |  |

| Urawa 30 novembre 1986, ore 14:00 UTC+9 6ª giornata | Mitsubishi HI | 1 – 0 | Hitachi |  |

| Tokyo 2 febbraio 1987, ore 14:00 UTC+9 7ª giornata | Yomiuri | 3 – 1 | Hitachi |  |

| Miyazaki 8 febbraio 1987, ore 14:00 UTC+9 8ª giornata | Nissan Motors | 4 – 0 | Hitachi |  |

| Iwata 14 febbraio 1987, ore 14:00 UTC+9 9ª giornata | Yamaha Motors | 2 – 1 | Hitachi |  |

| Hamamatsu 22 febbraio 1987, ore 14:00 UTC+9 10ª giornata | Honda Motor | 1 – 1 | Hitachi |  |

| Omiya 1º marzo 1987, ore 14:00 UTC+9 11ª giornata | Hitachi | 1 – 4 | Nippon Kokan |  |

#### Girone di ritorno
| Kashiwa 7 marzo 1987, ore 14:00 UTC+9 12ª giornata | Hitachi | 0 – 3 | Furukawa Electric |  |

| Kashiwa 15 marzo 1987, ore 14:00 UTC+9 13ª giornata | Fujita | 5 – 1 | Hitachi |  |

| Hiroshima 22 marzo 1987, ore 14:00 UTC+9 14ª giornata | Mazda | 1 – 1 | Hitachi |  |

| Omiya 29 marzo 1987, ore 14:00 UTC+9 15ª giornata | Hitachi | 0 – 1 | Matsushita Electric |  |

| Osaka 5 aprile 1987, ore 14:00 UTC+9 16ª giornata | Yanmar Diesel | 1 – 0 | Hitachi |  |

| Yokohama 12 aprile 1987, ore 14:00 UTC+9 17ª giornata | Hitachi | 1 – 2 | Mitsubishi HI |  |

| Kashiwa 19 aprile 1987, ore 14:00 UTC+9 18ª giornata | Hitachi | 1 – 2 | Yomiuri |  |

| Kashiwa 26 aprile 1987, ore 14:00 UTC+9 19ª giornata | Hitachi | 1 – 2 | Nissan Motors |  |

| Kashiwa 3 maggio 1987, ore 14:00 UTC+9 20ª giornata | Hitachi | 0 – 0 | Yamaha Motors |  |

| Kashiwa 10 maggio 1987, ore 14:00 UTC+9 21ª giornata | Hitachi | 1 – 2 | Honda Motor |  |

| Kawasaki 17 maggio 1987, ore 14:00 UTC+9 22ª giornata | Nippon Kokan | 1 – 1 | Hitachi |  |

### Japan Soccer League Cup
| Toyama 29 giugno 1986 Primo turno | Hitachi | 0 – 1 | Nissan Motors |  |

### Coppa dell'Imperatore
| Kasuga 20 dicembre 1986 Primo turno | Nippon Steel | 8 – 7 (d.c.r.) (1 – 1) | Hitachi |  |

## Statistiche

### Statistiche di squadra
| Competizione          | Punti | Totale | Totale | Totale | Totale | Totale | Totale | DR  |
| Competizione          | Punti | G      | V      | N      | P      | Gf     | Gs     | DR  |
| --------------------- | ----- | ------ | ------ | ------ | ------ | ------ | ------ | --- |
| JSL Division 1        | 6     | 22     | 1      | 4      | 17     | 13     | 43     | -30 |
| Coppa dell'Imperatore | -     | 1      | 0      | 1      | 0      | 1      | 1      | 0   |
| JSL Cup               | -     | 1      | 0      | 0      | 1      | 0      | 1      | -1  |
| Totale                | -     | 24     | 1      | 5      | 18     | 14     | 45     | -31 |

### Andamento in campionato
| Giornata  | 1 | 2 | 3 | 4 | 5  | 6  | 7  | 8  | 9  | 10 | 11 | 12 | 13 | 14 | 15 | 16 | 17 | 18 | 19 | 20 | 21 | 22 |
| --------- | - | - | - | - | -- | -- | -- | -- | -- | -- | -- | -- | -- | -- | -- | -- | -- | -- | -- | -- | -- | -- |
| Luogo     | T | C | C | T | C  | T  | T  | T  | T  | T  | C  | C  | T  | T  | C  | C  | C  | C  | C  | C  | C  | T  |
| Risultato | V | P | P | P | P  | P  | P  | P  | P  | N  | P  | P  | P  | N  | P  | P  | P  | P  | P  | N  | P  | N  |
| Posizione | 1 | 5 | 7 | 8 | 10 | 12 | 12 | 12 | 12 | 12 | 12 | 12 | 12 | 12 | 12 | 12 | 12 | 12 | 12 | 12 | 12 | 12 |

Legenda:

Luogo: C = Casa; T = Trasferta. Risultato: V = Vittoria; N = Pareggio; P = Sconfitta.

### Statistiche dei giocatori
| Giocatore    | JSL Division 1 | JSL Division 1 | JSL Cup  | JSL Cup | Coppa dell'Imperatore | Coppa dell'Imperatore | Totale   | Totale |
| Giocatore    | Presenze       | Reti           | Presenze | Reti    | Presenze              | Reti                  | Presenze | Reti   |
| ------------ | -------------- | -------------- | -------- | ------- | --------------------- | --------------------- | -------- | ------ |
| A. Kanda     | ?              | -?             | ?        | -?      | ?                     | -?                    | ?        | -?     |
| S. Hoshino   | ?              | ?              | ?        | ?       | ?                     | ?                     | ?        | ?      |
| S. Iida      | ?              | ?              | ?        | ?       | ?                     | ?                     | ?        | ?      |
| T. Ikeya     | 0              | 0              | ?        | ?       | ?                     | ?                     | 0+       | 0+     |
| T. Narushima | ?              | ?              | ?        | ?       | ?                     | ?                     | ?        | ?      |
| K. Mizuide   | ?              | ?              | ?        | ?       | ?                     | ?                     | ?        | ?      |
| Y. Kawabata  | ?              | ?              | ?        | ?       | ?                     | ?                     | ?        | ?      |
| A. Kawamura  | ?              | ?              | ?        | ?       | ?                     | ?                     | ?        | ?      |
| T. Ito       | ?              | ?              | ?        | ?       | ?                     | ?                     | ?        | ?      |
| M. Kitano    | 6              | 0              | ?        | ?       | ?                     | ?                     | 6+       | 0+     |
| H. Kiyokawa  | 14             | 0              | ?        | ?       | ?                     | ?                     | 14+      | 0+     |
| S. Kobayama  | ?              | ?              | ?        | ?       | ?                     | ?                     | ?        | ?      |
| M. Kobayashi | ?              | ?              | ?        | ?       | ?                     | ?                     | ?        | ?      |
| T. Arakawa   | ?              | ?              | ?        | ?       | ?                     | ?                     | ?        | ?      |
| Y. Kurihara  | ?              | ?              | ?        | ?       | ?                     | ?                     | ?        | ?      |
| S. Ogiwara   | ?              | ?              | ?        | ?       | ?                     | ?                     | ?        | ?      |
| M. Suzuki    | ?              | ?              | ?        | ?       | ?                     | ?                     | ?        | ?      |
| T. Matsuyama | ?              | ?              | ?        | ?       | ?                     | ?                     | ?        | ?      |
| Y. Murayama  | ?              | ?              | ?        | ?       | ?                     | ?                     | ?        | ?      |
| S. Morikawa  | ?              | ?              | ?        | ?       | ?                     | ?                     | ?        | ?      |
| H. Fujita    | ?              | -?             | ?        | -?      | ?                     | -?                    | ?        | -?     |
| A. Nishino   | 17             | 1              | ?        | ?       | ?                     | ?                     | 17+      | 1+     |
| D. Nomura    | ?              | ?              | ?        | ?       | ?                     | ?                     | ?        | ?      |
| Y. Onizuka   | ?              | ?              | ?        | ?       | ?                     | ?                     | ?        | ?      |
| N. Sasaki    | ?              | ?              | ?        | ?       | ?                     | ?                     | ?        | ?      |
| S. Sudo      | 7              | 0              | ?        | ?       | ?                     | ?                     | 7+       | 0+     |
| T. Sugamata  | 22             | ?              | ?        | ?       | ?                     | ?                     | 22+      | ?      |
| M. Sugimoto  | ?              | ?              | ?        | ?       | ?                     | ?                     | ?        | ?      |
| Y. Miyamoto  | ?              | ?              | ?        | ?       | ?                     | ?                     | ?        | ?      |
| K. Tabashi   | ?              | ?              | ?        | ?       | ?                     | ?                     | ?        | ?      |
| H. Usui      | 22             | 2              | ?        | ?       | ?                     | ?                     | 22+      | 2+     |
| T. Yoshikawa | 12             | 3              | ?        | ?       | ?                     | ?                     | 12+      | 3+     |
| M. Kitano    | ?              | ?              | ?        | ?       | ?                     | ?                     | ?        | ?      |